# Fédération européenne des associations et industries pharmaceutiques
 (novembre 2008).
Si vous disposez d'ouvrages ou d'articles de référence ou si vous connaissez des sites web de qualité traitant du thème abordé ici, merci de compléter l'article en donnant les références utiles à sa vérifiabilité et en les liant à la section « Notes et références ».
Fondée en 1978 et basée à Bruxelles, la Fédération européenne des associations et industries pharmaceutiques (en anglais European Federation of Pharmaceutical Industries and Associations, abrégée en EFPIA) est une organisation professionnelle représentant les associations nationales et compagnies pharmaceutiques en Europe.

## Historique
L'EFPIA a été fondée en 1978.

## Gouvernance
Le président est élu pour un mandat de deux ans.
- 2001 : Jean-François Dehecq[2].
- 2008 : Arthur Higgins[3].
- 2013 : Christopher Viehbacher[4].
- 2014 : Joe Jimenez[5].
- 2019 : Jean-Christophe Tellier[6].
- 2021 : Hubertus von Baumbach[7]

## Structure
La EFPIA représente l'industrie pharmaceutique en Europe à travers l’adhésion directe de 33 associations nationales et de 40 entreprises pharmaceutiques.
Son directeur général de 2011 à 2016 était Richard Bergström,.
Elle dispose de vingt-trois employés et de huit accréditations auprès de l'Union Européenne, qui fournissent aux législateurs leur expertise sur des questions politiques. Son budget de lobbying pour 2019 s'élève, selon les sources, entre 4 651 809 et 5 414 776 euros.
Elle comprend des groupes d’intérêt spécialisés :
- Vaccines Europe est, au sein de la EFPIA, un regroupement de compagnies créant et distribuant des vaccins[14], dont CureVac, GlaxoSmithKline[15], Sanofi et AstraZeneca[16].
- European Biopharmaceutical Enterprises (EBE), orientée vers le secteur des biotechnologies en Europe[17].

L'influence que la Fédération exerce au sein de l'Union Européenne a amené certains députés européens à soulever la question d'un lobbying excessif,. Notamment, la EFPIA a poussé l'UE à obtenir des exemptions qui protégeraient ses membres des poursuites en cas de problèmes avec de nouveaux vaccins contre le coronavirus,,.

## Membres associés
Les membres de la EFPIA sont :
- Allemagne : Verband Forschender Arzneitmittelhersteller (VfA)
- Autriche : Fachverband der Chemischen Industrie Österreichs (FCIO)
- Belgique : Association Générale de l'Industrie du Médicament (pharma.be)
- Danemark : Laegemiddelindustriforenigen (The Danish Association of the Pharmaceutical Industry (Lif)
- Espagne : Associacion Nacional Empresarial de la Industria Farmaceutica (Farmaindustria)
- Finlande : Lääketeollisuus ry (Pharma Industry Finland)
- France : Les Entreprises du médicament (LEEM)
- Grèce : Hellenic Association of Pharmaceutical Companies (SFEE)
- Irlande : Irish Pharmaceutical Healthcare Association (IPHA)
- Italie : Associazione delle Imprese del Famarco (Farmindustria)
- Norvège : Legemiddelindustriforeningen (Norwegian Association of Pharmaceutical Manufacturers (LMI)
- Pays-bas : Vereniging Innovatieve Geneesmiddelen Nederland (Nefarma)
- Pologne : Employers Union of Innovative Pharmaceutical Companies (Infarma)
- Portugal : Associaçao Portuguesa da Industria Farmaceutica (Apifarma)
- Royaume-Uni : The Association of the British Pharmaceutical Industry (ABPI)
- Russie : Association of International Pharmaceutical Manufacturers (AIPM)
- Suède : Läkemedelsindustriföreningen (The Swedish Association of the Pharmaceutical Industry (LIF)
- Suisse : Scienceindustriees
- Turquie : Arastimaci Itac Firmalari Dernegi (AIFD)